# 文学館の一覧
文学館の一覧（ぶんがくかんのいちらん）は、文学館の一覧記事。

## 国別
- アイルランド
  - アイルランド文学博物館
  - ダブリン・ライターズ・ミュージアム（閉館）
- アルメニア
  - チャレンツ文学芸術博物館（英語版）
- ウズベキスタン
  - en:The Alisher Navoi State Museum of Literature
- エストニア
  - エストニア文学博物館（英語版）
- ジョージア
  - en:Giorgi Leonidze State Museum of Literature
- 台湾
  - 国立台湾文学館
- チェコ
  - en:Esperanto Museum in Svitavy
- ドイツ
- en:Museum of Modern Literature
- ベラルーシ
  - en:Nakhchivan Literature Museum
  - en:Vitebsk Regional History Museum
- ボスニア・ヘルツェゴビナ
  - en:Museum of Literature and Theater Arts of Bosnia and Herzegovina
- 南アフリカ
  - en:National English Literary Museum

## 作者別
- アダム・ミツキェヴィチ、ポーランドの詩人 → en:Adam Mickiewicz Museum, Paris
- ウォルター・スコット、スコットランドの詩人 → en:Writers' Museum
- カレン・ブリクセン、デンマークの小説家 → カレン・ブリクセン博物館 (ケニア)、en:Rungstedlund
- ジェイムズ・ジョイス、アイルランドの小説家 → ジェイムズ・ジョイス・センター、ジェイムス・ジョイスタワーと博物館
- ジュール・ヴェルヌ、フランスのSF小説家 → ジュール・ヴェルヌ博物館（英語版）
- ジョルジュ・サンド、フランスの作家 → en:House of George Sand
- ロバート・バーンズ、スコットランドの詩人 → en:Writers' Museum
- ロバート・ルイス・スティーヴンソン、イギリスの小説家 → en:Writers' Museum